# Henry Ernest Muhlenberg
Gotthilf Henry Ernest Muhlenberg (* Trappe, Pensilvania (EE. UU.); 17 de noviembre de 1753-† Lancaster, Pensilvania idí.; 23 de mayo de 1815), pastor luterano y botánico estadounidense.

## Biografía
Henry Muhlenberg nació en 1753, el año en que el botánico sueco Carlos Linneo publicó su Species plantarum y comenzó la moderna taxonomía binomial. Escolarizado en Filadelfia dentro de un luteranismo estricto, viajó a Halle, Alemania, donde de 1763 a 1770, se educó como Pastor.

Su padre, Heinrich Melchior Muhlenberg, era un abanderado del Luteranismo en Norteamérica, y siendo un conocido patriota americano, el y su familia se vieron forzados a ocultarse en los bosques de Pensilvania para evitar ser capturados durante la Guerra de la Revolución americana. Fue aquí donde Henry inició su carrera como botánico. Sirvió a la iglesia hasta 1780 cuando empezó a interesarse por las propiedades medicinales de las plantas de la flora local cuando era el clérigo de Lancaster en 1785.

En 1791 poseía un Herbario de unos pocos miles de especímenes que había reunido en un radio de unos cinco kilómetros alrededor de Lancaster. Su manuscrito no publicado "Index flora lancastriensis" en el que incluye unos 450 géneros y unos miles de especies.

Su primera publicación fue en 1813, Catalogus plantarum Americae septentrionalis, con una segunda edición en 1818. En la edición de 1813, contaba con 1,500 especies de helechos, gimnospermas y plantas de flor, y sobre unas 700 especies de algas, liquenes, hongos y musgos. Dos años después de su muerte se publicó en Filadelfia su manuscrito sobre las hierbas americanas, Descriptio uberior graminum.

Se puede encontrar la abreviatura de Muhlenberg: Muhl. asociada con numerosas plantas del este de EE. UU., con fechas de principio de 1800. Muhlenberg era del parecer de compartir sus conocimientos y especímenes con otros, y esto lo llevó a la práctica con el afamado taxónomo alemán, Carl Ludwig Willdenow (1765-1812), con el que trabajó en una obra de varios volúmenes, Species plantarum, publicando la mayoría de las nuevas especies de Muhlenberg en ese momento.

## Honores
El género de hierbas estadounidenses con un mayor número de especies, Muhlenbergia, se ha nombrado en su honor.

- La abreviatura «Muhl.» se emplea para indicar a Henry Ernest Muhlenberg como autoridad en la descripción y clasificación científica de los vegetales.[1]

## Obra
- Catalogus plantarum Americae septentrionalis. Filadelfia. 1813
- Descriptio uberior graminum. Filadelfia. 1817